# Vladimir Arseniev
Pour les articles homonymes, voir Arseniev.
Vladimir Klavdievitch Arseniev (en russe : Владимир Клавдиевич Арсеньев, ISO 9 : Vladimir Klavdievič Arsen'ev), né le 29 août 1872 (10 septembre dans le calendrier grégorien) à Saint-Pétersbourg, sous l'Empire russe, et mort le 4 septembre 1930 à Vladivostok, est un officier-topographe de l'armée russe, explorateur de la Sibérie orientale (appelée aussi « Extrême-Orient russe »).

## Biographie

### Origines
Vladimir Klavdievich Arseniev était un descendant de serfs et de bourgeois des gouvernements de Tver et de Kostroma. Le grand-père du voyageur, le commerçant de Tver Fiodor (Theodor) Ivanovitch Goppmeier menait une vie facile et était accro à l'alcool. Selon une version, Goppmeier était néerlandais d'origine et serait venu en Russie comme chimiste. D'une relation avec une paysanne serf, servante du général de division N.I. Lodyguine, Agrafena Filippovna (nom de jeune fille inconnu) du village d'Alekseïkovo, gouvernement de Tver, Goppmeier a eu un fils illégitime, Claudius, né le 11 mars 1848 (23 mars dans le calendrier grégorien). En raison de l'absence de père officiel, Claudius reçut le nom de famille Arseniev, du nom de son parrain Arseny « le fils de Timofeï », qui n'avait pas de nom de famille. En 1855, Agrafena Filippovna et son fils reçurent leur liberté du général de division Lodyguine et, après un certain temps, enregistrèrent officiellement leur mariage avec F.I. Goppmeier, prenant son nom de famille.
En raison de la négligence de son père de sang, décédé en 1866, Claudius ne fut jamais adopté et porta le nom d'Arseniev jusqu'à la fin de sa vie. En 1869, à la demande d'Agrafena Filippovna, son fils Claudius Fiodorovitch Arseniev fut affecté à la classe petite-bourgeoise de Tver. Plus tard, Agrafena Goppmeier et son fils s'installèrent à Saint-Pétersbourg. Après avoir mûri et réussi les examens pour le titre d'enseignant au foyer, le 14 janvier 1870 (26 janvier dans le calendrier grégorien), Claudius Arseniev épousa Roufina Iegorovna Kachlatcheva, la fille d'un ancien serf du gouvernement de Kostroma. La même année, le premier-né Anatoly est né dans la famille. La femme avait trois ans de plus que son mari et leur mariage est généralement considéré comme heureux. Pendant la majeure partie de sa vie, Claudius Fiodorovich a travaillé comme employé sur le chemin de fer Nicolas.

### Enfance et adolescence
Vladimir Klavdievich Arseniev, le deuxième enfant de la famille Arseniev, est né le 29 août 1872 (10 septembre dans le calendrier grégorien) à Saint-Pétersbourg. Le père érudit Claudius Fiodorovitch possédait une petite bibliothèque personnelle et a inculqué à ses fils l'amour de la lecture dès l'enfance. Il lisait souvent à ses enfants des livres de Tourgueniev, Tolstoï, Gogol et d'autres écrivains. Parfois, Claudius Fiodorovitch, qui aimait le sciage du bois alors populaire pendant son temps libre, s'asseyait pour travailler et obligeait les enfants à lire à voix haute à tour de rôle, en faisant ses propres commentaires et explications pendant qu'ils lisaient.
Il était lui-même très fasciné par les livres d'aventures de Jules Verne, Louis Jacolliot, Gustav Aimard et Mayne-Reid. Puis il s'intéressa à la littérature scientifique et d'histoire naturelle : une description du voyage autour du monde de Charles Darwin sur le HMS Beagle, des descriptions similaires des voyages de Nikolaï Prjevalski, devenu l'idole d'Arseniev, d'autres voyageurs et chercheurs. La passion du jeune Arseniev pour les voyages a été grandement facilitée par son amitié avec son oncle, Joel Iegorovich Kachlatchev, un grand connaisseur de la nature. À une certaine époque, les Arseniev et les Kachlatchev se rendaient au village de Sablino pour l'été. Là, adultes et enfants passaient des journées entières en forêt, à pêcher et à faire de petites randonnées. Joël et ses fils et neveux effectuaient souvent des voyages le long de la rivière Tosna. Bientôt, Arseniev lui-même, avec son pair Eduard Peltz, le fils du collègue de son père, commença à faire de tels voyages sur une petite navette à laquelle lui et ses amis attachèrent une voile. Selon Arseniev lui-même, c'est précisément dans ces années-là qu'il est devenu voyageur,.
Enfant, Arseniev ne se distinguait pas par un bon comportement et était agité, ce qui l'empêchait grandement d'étudier avec diligence. Au début, il fut envoyé dans un internat allemand, où il se distinguait par de mauvais résultats scolaires et un amour pour toutes sortes de farces, pour lesquelles il dut subir de nombreuses punitions. Puis il a été expulsé de la deuxième école de Saint-Pétersbourg pour mauvaise discipline. Finalement, Arseniev a été envoyé à l'école pour hommes de quatre ans de la ville de Vladimir. Là, grâce aux efforts des enseignants, il développe un intérêt pour les études. Il était particulièrement bon en géométrie et en sciences naturelles, ainsi qu'en dessin.

### Début du service militaire

#### Vladimir et Saint-Pétersbourg
Après avoir obtenu leur diplôme de l'école pour hommes de Vladimir, Vladimir Arseniev et son frère aîné Anatoly ont étudié pendant un certain temps au cinquième gymnasium (Alartchinskaïa), mais pour des raisons inconnues, Vladimir n'en a pas obtenu son diplôme. Après cela, les parents d’Arseniev furent confrontés à un choix concernant la poursuite des études de leur fils, qui servirait bientôt dans l’armée. Comme Claudius Fiodorovich n'avait pas encore servi dans les rangs civils qui lui permettraient de placer ses enfants à l'université, il décida d'envoyer Vladimir dans l'armée en tant que volontaire indépendant : après un an de service, Vladimir avait le droit d'être transféré dans une école de cadets, après avoir obtenu son diplôme, il pouvait se retirer dans la réserve, puis, profitant des avantages des bénévoles autofinancés, demander son admission à l'université.
Après avoir réussi les examens externes d'entrée au premier corps de cadets de Saint-Pétersbourg pour le droit à l'éducation de la 1re catégorie, le 22 novembre 1891 (4 décembre dans le calendrier grégorien), Arseniev fut enrôlé dans le 145e régiment d'infanterie de Novotcherkassk. Un an plus tard, il est promu sous-officier subalterne et un an plus tard, le 1er septembre 1893 (13 septembre dans le calendrier grégorien), Arseniev est détaché à l'école d'infanterie de Saint-Pétersbourg pour suivre un cours de sciences et est rebaptisé junker. Là, l'un des professeurs de Vladimir Arseniev était un célèbre voyageur, le lieutenant Mikhaïl Efimovitch Groum-Grjimaïlo, qui a su l'intéresser à la recherche géographique, attirant son attention sur l'Extrême-Orient, un territoire presque inexploré à cette époque. À l'école des cadets, tombant sous l'influence d'une stricte discipline militaire, l'agité Arseniev est devenu discipliné, efficace et diligent. Très souvent le soir, il lisait des livres scientifiques de la bibliothèque de l'école, qui lui étaient conseillés par Mikhaïl Efimovitch Groum-Grjimaïlo, non seulement sur la Sibérie et l'Extrême-Orient, mais aussi des ouvrages majeurs d'histoire naturelle.

#### Service en Pologne et mariage
Après avoir terminé ses études en 1895 avec le grade d' enseigne, Arseniev espérait prendre sa retraite et aller à l'université pour devenir ingénieur en construction navale, comme le souhaitait son père, mais de manière inattendue, un ordre fut émis du ministre de la Guerre, selon lequel les travailleurs indépendants les cadets ont été transférés aux cadets commissionnés par l'État. Pour cette raison, les cadets diplômés des collèges, dont Arseniev, devaient servir dans l'armée pendant un an et demi pour chaque année d'études dans une école militaire. Le 12 août 1895 (24 août dans le calendrier grégorien), Arseniev fut transféré à son ancien lieu de service, au régiment de Novotcherkassk, et le 18 janvier 1896 (30 janvier dans le calendrier grégorien), il fut promu d'enseigne au grade d'officier de sous-lieutenant, avec un transfert au 14e régiment d'infanterie d'Olonets, situé dans la ville de Łomża, royaume du Congrès.
Après un an de service à Łomża, Arseniev reçut un congé et rentra chez lui à Saint-Pétersbourg. Là, le 22 octobre 1897 (3 novembre dans le calendrier grégorien), il épousa l'amie de ses sœurs, Anna Konstantinovna Kadachevtich, dix-sept ans, qu'il connaissait depuis l'âge de dix ans et qu'il avait fiancée lorsqu'elle avait quinze ans. Le lendemain du mariage, les jeunes mariés partirent pour Lomza.
De nombreuses années plus tard, Arseniev écrivit que pendant son service en Pologne, il était devenu désillusionné par le service militaire et que pendant son temps libre, il se consacrait à l'étude de la littérature géographique. D'après les mémoires de son épouse Anna Konstantinovna, déjà à Łomża Arseniev était naturaliste, aimait la botanique et l'ornithologie et gardait toute une ménagerie à la maison : « À Lomza, je me battais tout le temps avec Arseniev. Il rapportait à la maison toutes sortes de vilaines choses : il installait un terrarium, des crapauds y vivaient […] il y avait des lézards […]. Il a également empaillé les animaux - des coléoptères, des papillons, toutes sortes d'insectes, le tout sur une épingle et m'a dit : « Nioura, regarde comme c'est mignon ! Quelle beauté!". Je n'ai pas compris cette beauté. Il collectionnait également des oiseaux : il commandait des oiseaux empaillés et collectionnait un herbier. Il connaissait par cœur de nombreuses plantes. » Malgré le fait que l'amour d'Arseniev pour l'armée ait disparu, il se distinguait par sa discipline et son travail acharné, ce qui lui a permis de réussir ses affaires au service. Pour service consciencieux en janvier 1898, le sous-lieutenant Arseniev fut nommé greffier du tribunal régimentaire. Des amis et des collègues lui ont conseillé de postuler pour être admis à l'Académie de l'état-major, et Arseniev a commencé à se préparer avec diligence à son admission, consacrant chaque minute libre à la lecture de littérature spécialisée. Le 1er mai 1900 (14 mai dans le calendrier grégorien), il est promu lieutenant. Parallèlement, depuis ses études à l'école des cadets, il avait une ardente envie d'étudier l'Extrême-Orient. Sans renoncer à étudier à l'académie, à partir de janvier 1900, Arseniev commença à chercher à être transféré dans l'une des unités d'infanterie de l'armée du Guandong ou de la région militaire de l'Amour : il rédigea des rapports et des lettres à ses dirigeants demandant un transfert. Finalement, l'une de ses demandes fut accordée et le 19 mai 1900 (1er juin dans le calendrier grégorien), le lieutenant Arseniev fut transféré au 1er régiment d'infanterie de la forteresse de Vladivostok. Au même moment, sa femme enceinte se rendit chez ses parents à Saint-Pétersbourg et, le 11 juin 1900 (24 juin dans le calendrier grégorien), elle donna naissance à leur premier enfant, Vladimir, généralement appelé Volia dans la famille.
Le 17 juin 1900 (30 juin dans le calendrier grégorien), Arseniev a rendu visite à ses proches à Saint-Pétersbourg et le lendemain, il s'est rendu dans un nouveau lieu d'affectation à Vladivostok. En 1900, le chemin de fer transsibérien, encore inachevé, prit fin en Transbaïkalie. Pour cette raison, le chemin vers Vladivostok est devenu beaucoup plus compliqué : depuis la partie européenne de la Russie, il était possible de voyager en train uniquement jusqu'à Sretensk, puis il était nécessaire de prendre un bateau à vapeur le long de la Chilka et de l'Amour jusqu'à Khabarovsk, et seulement ensuite, le long du chemin de fer de l'Oussouri, il était possible de se rendre à Vladivostok. En chemin, il a dû descendre du navire et s'arrêter à Blagovechtchensk, où tous les militaires, y compris le lieutenant Arseniev, ont été mobilisés pour réprimer le soulèvement des Boxers en Chine. Du 8 (21) juillet au 25 juillet 1900 (7 août dans le calendrier grégorien), Arseniev, faisant partie du détachement de l'Annonciation du lieutenant-général K. N. Gribsky, participa à des opérations militaires près de la ville de Sakhalyan. Pour sa participation aux batailles, le lieutenant Arseniev a reçu la médaille d'argent « Pour la campagne en Chine ». Plusieurs années plus tard, à l'époque soviétique, Arseniev a caché sa participation à ce conflit, craignant d'être accusé de répression du soulèvement de « libération populaire ».

### Carrière

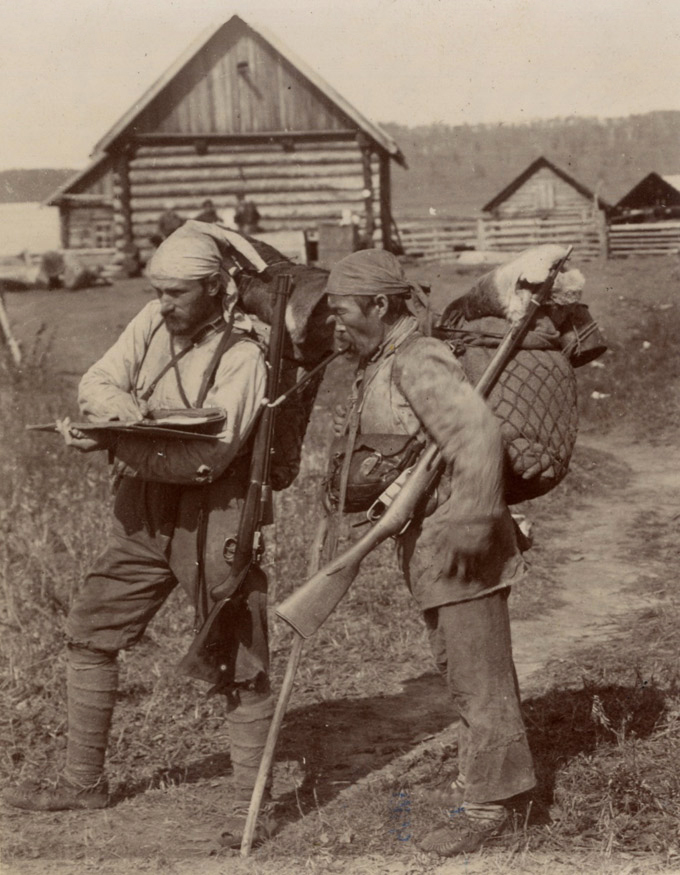
Vladimir Arseniev et Dersou Ouzala en mission d'exploration (photo de 1906)

Il est surtout connu pour avoir écrit de nombreux ouvrages sur ses explorations : quelque soixante livres sur la géographie, la nature sauvage, et l'ethnographie des régions qu'il a visitées. L'auteur raconte ses voyages dans plusieurs livres, le plus connu étant La Taïga de l'Oussouri - Mes expéditions avec le chasseur golde Derzou (le titre sera plus tard abrégé en Dersou Ouzala) : ce sont les mémoires d'Arseniev concernant trois expéditions dans la taïga (forêt) du nord de l'Asie, le long de la mer du Japon et au nord de Vladivostok. Le livre a pour titre le nom du guide d'Arseniev, un autochtone oussurien de la tribu Nanaï (qu'on appelait, il y a peu, « Golde », d'où le titre du livre).
Dersou Ouzala a été adapté au cinéma par deux fois. La version la plus connue est celle réalisée en 1975 par Akira Kurosawa, qui a adapté pour ce film deux livres de la trilogie « Dersou Ouzala » : La Taïga de l'Oussouri - Mes expéditions avec le chasseur gold Derzou (По Уссурийскому Краю, 1921) et Dersou Ouzala : la Taïga de l'Oussouri (Дерсу Узала Из воспоминаний о путешествиях по Уссурийскому краю в 1907 г. Владивосток, 1923). Le film décrit les explorations d'Arseniev de la vallée de l'Oussouri, de 1902 à 1907, aux côtés du vieux trappeur Dersou Ouzala.
Arseniev a pris de nombreuses photos lors de ses expéditions. Il a été aussi un des premiers à décrire nombre d'espèces de la flore de Sibérie. Durant la guerre civile (1918-1921), il est commissaire aux minorités ethniques de l'éphémère république d'Extrême-Orient.
Non seulement le régime communiste stalinien n'a témoigné d'aucune reconnaissance envers les travaux d'Arseniev, mais il a également été accusé d'intelligence avec l'ennemi, à savoir les Japonais. Il a été recherché et ses archives ont été saccagées. Il n'a échappé à ses poursuivants que parce qu'il se trouvait alors en expédition et parce qu'il n'est jamais revenu chez lui, terrassé sur le terrain par un ultime coup de froid mortel. Sa femme, Margarita Nikolaevna Arsenieva, est arrêtée et jugée sous le même chef d'inculpation en 1937. Elle a été exécutée, et sa fille, Natalia Vladimirovna Arseneva, a alors été placée en centre d'internement pendant au moins quinze ans.
Sa maison à Vladivostok est devenue un musée ; une ville des régions qu'il a explorées a pris son nom en son honneur : Arseniev.

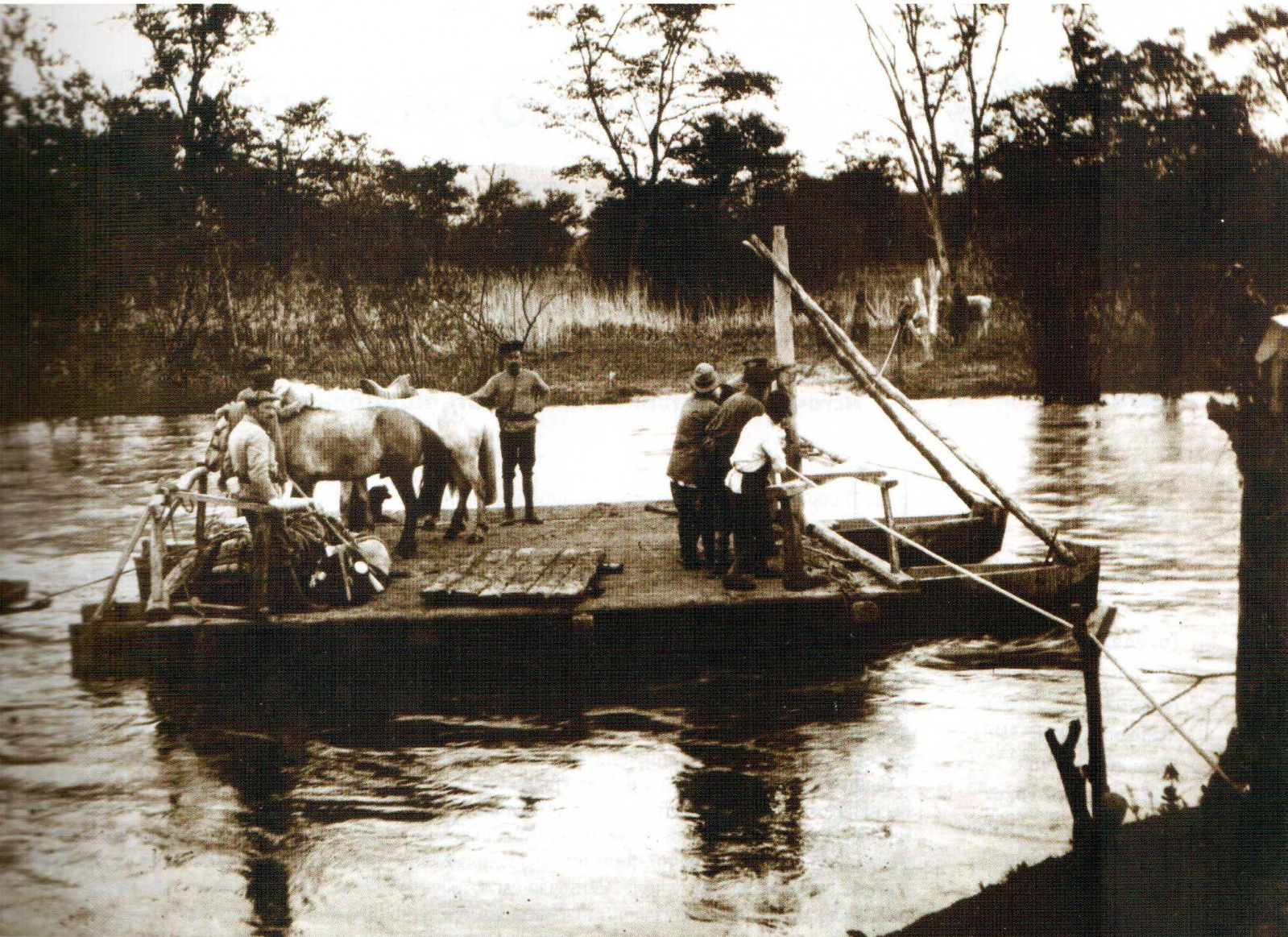
À gauche sur le bac : le chef d'expédition Vladimir Arseniev (photo prise entre 1903 et 1930.

## Etudes scientifiques
(liste non exhaustive)
- Ethnographie : a étudié les modes de vie et l'origine des populations indigènes d'Extrême-Orient.
- Hydrographie : a trouvé les sources jusque-là inconnues des plus grandes rivières de la région du kraï du Primorié et a recueilli les premières informations sur leur profondeur, leur flux et leurs courants.
- Biologie : a étudié les oiseaux, les poissons et les plantes du Kraï du Primorie.

## Œuvre
(liste non exhaustive)

### Trilogie Dersou Ouzala
Vladimir Arseniev a écrit trois livres sur ses explorations en compagnie de Dersou Ouzala ; ils constituent une trilogie :
- 1921 : La Taïga de l'Oussouri - Mes expéditions avec le chasseur gold Derzou (По Уссурийскому Краю), 1er livre de la trilogie Première publication en France en 1939[9] - Traduit du russe par le prince Pierre P. Wolkonsky ; Paris : Éditions Payot, 313 p.
- 1923 : Dersou Ouzala : la Taïga de l'Oussouri (Дерсу Узала Из воспоминаний о путешествиях по Уссурийскому краю в 1907 г. Владивосток) Première publication en France en 1977, traduit par Pierre P. Wolkonsky, Paris : Éditions Pygmalion, 313 p. la réédition en 2007 est la réédition de l'ouvrage de 1939, présentation, glossaire, bibliographie et cartographie par Michel Jan, Paris : Éditions Payot & Rivages, collection : Petite bibliothèque Payot : voyageurs no 624, 395 p.  (ISBN 978-2-228-90177-2), la traduction de Yves Gauthier remportant le Prix Russophonie 2021 (Editions Transboréal)  (ISBN 2361573040)
- 1937 : Aux confins de l'Amour (В горах Сихотэ-Алиня), œuvre posthume, troisième livre de la trilogie Dersou Ouzala Première publication en France 1994[10], traduit par Antoine Garcia et Yves Gauthier ; Arles : Actes Sud, collection : Terres d'aventure, 231 p.  (ISBN 2-7427-0230-X).

### Autres
- 1914 : Китайцы в Уссурийском крае (litt. Les Chinois de la province de l'Oussouri), inédit en France.
- 1925 : В кратере вулкана (litt. Dans le cratère de volcan), inédit en France.
- 1925 : Дорогой хищник : охота на соболя в Уссурийском крае (litt. Le Cher Prédateur : la chasse les ressorts dans la province de l'Oussouri), inédit en France.
- 1926 : Лесные люди — удэхейцы (litt. Les Populations de la forêt), inédit en France.
- 1927 : Тихоокеанский морж (litt. Le Morse du Pacifique), inédit en France.
- 1930 : Сквозь тайгу (litt. Par la taïga), inédit en France.
- 1937 : Мифы, легенды, предания и сказки народов Дальнего Востока (litt. Mythes, légendes, traditions et fables des peuples de l'Extrême-Orient russe), inédit en France.
- Быт и характер народностей Уссурийского края (litt. Le Mode de vie et la nature des nationalités oussourianes), inédit en France.
- Встречи в тайге (litt. Réunions dans la taïga), inédit en France.

## Hommages
(liste non exhaustive)

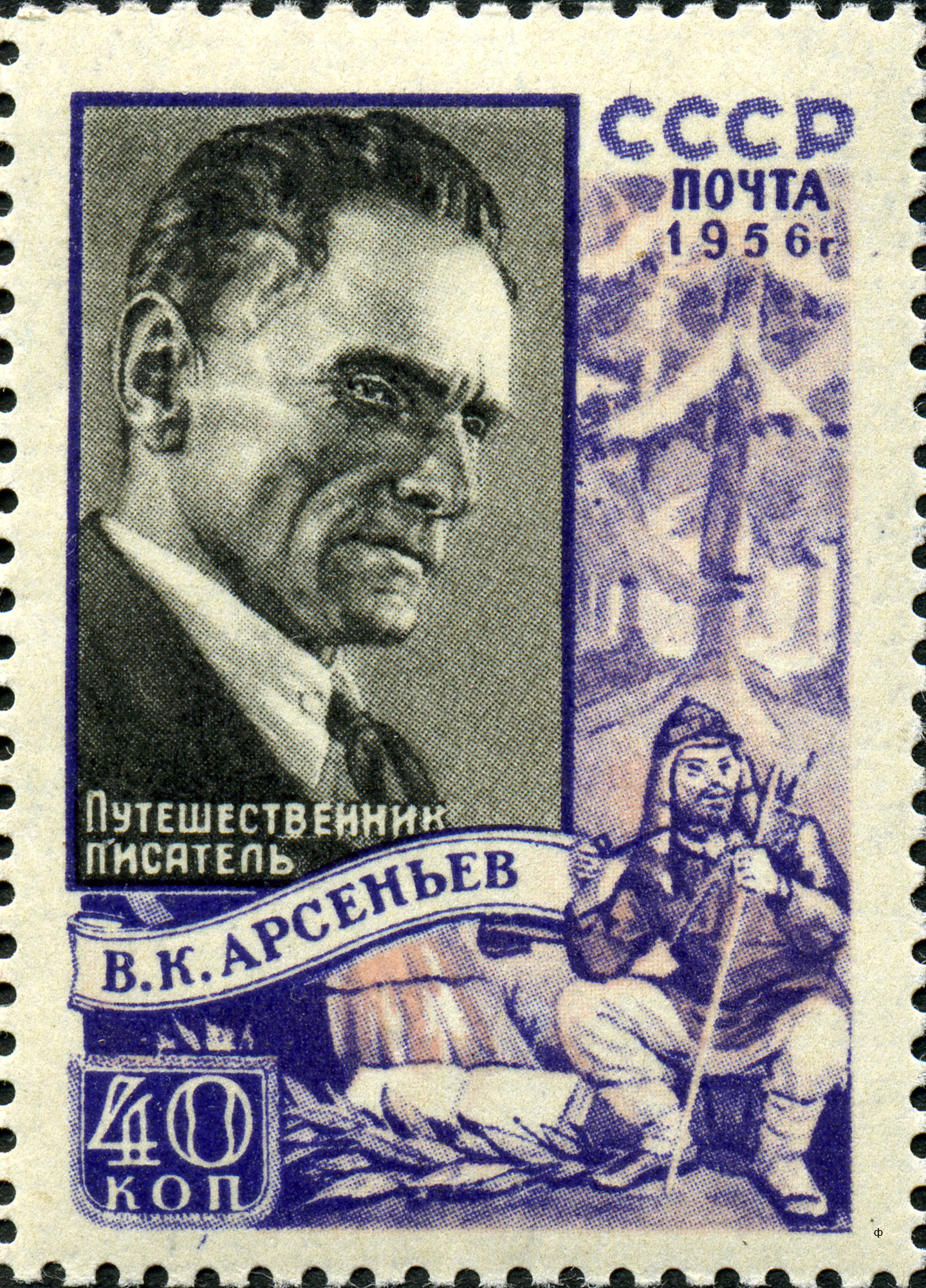
Timbre à l'effigie de Vladimir Arseniev.

- Plusieurs sculptures ont été érigées à la mémoire de Vladimir Arseniev : une statue de Maxime Gorki dans le jardin public de l'avenue Gorki et, dans la ville d'Arseniev, un monument sur la colline Ouvalnaïa érigé en 1972 par les habitants, où figure également une sculpture en mémoire de son ami Dersou Ouzala.
- Dans la ville de Khabarovsk, une plaque commémorative a été apposée sur le mur du musée de la ville de Khabarovsk que Vladimir Arseniev a dirigé pendant dix ans.
- Un glacier porte son nom, situé sur la pente nord de l'Avachinskaya, montagne de la région kraï du Primorié.
- Le navire fluvial russe à quatre ponts, le « 30 лет ГДР », qui parcourt le fleuve Amour (1er fleuve de Sibérie), a été rebaptisé le « Vladimir Arseniev » en 1990.
- Un timbre de la poste soviétique a été édité à sa mémoire en 1956.
- L'un des affluents de l'Oussouri est appelé l'Arsenievka en son hommage.
- D'après le scénario de Nikolaï Zadornov, en 1984, Sergueï Satyrenko réalise le film documentaire Sur les pas d'Arseniev (Тропой Арсеньева) consacré à Vladimir Arseniev.
- Le musée d'État Vladimir Arseniev à Vladivostok (kraï du Primorié), a été nommé en son honneur en 1945.

## Adaptations cinématographiques
- 1961 : Dersou Ouzala
- 1975 : Dersou Ouzala[11]